# Tara (Bodhisattvi)

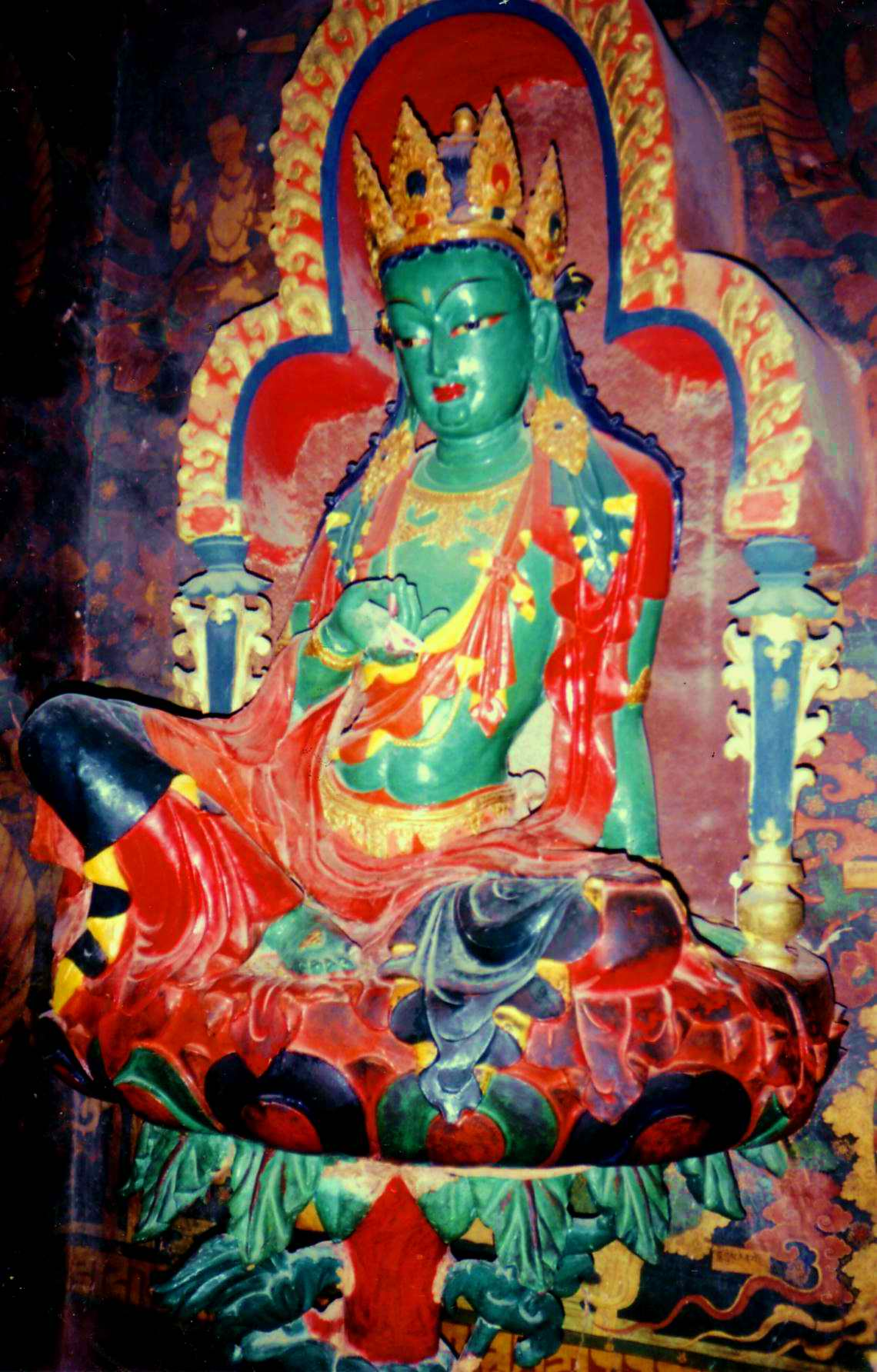
Grüne Tara

Statue der Tara im British Museum, London

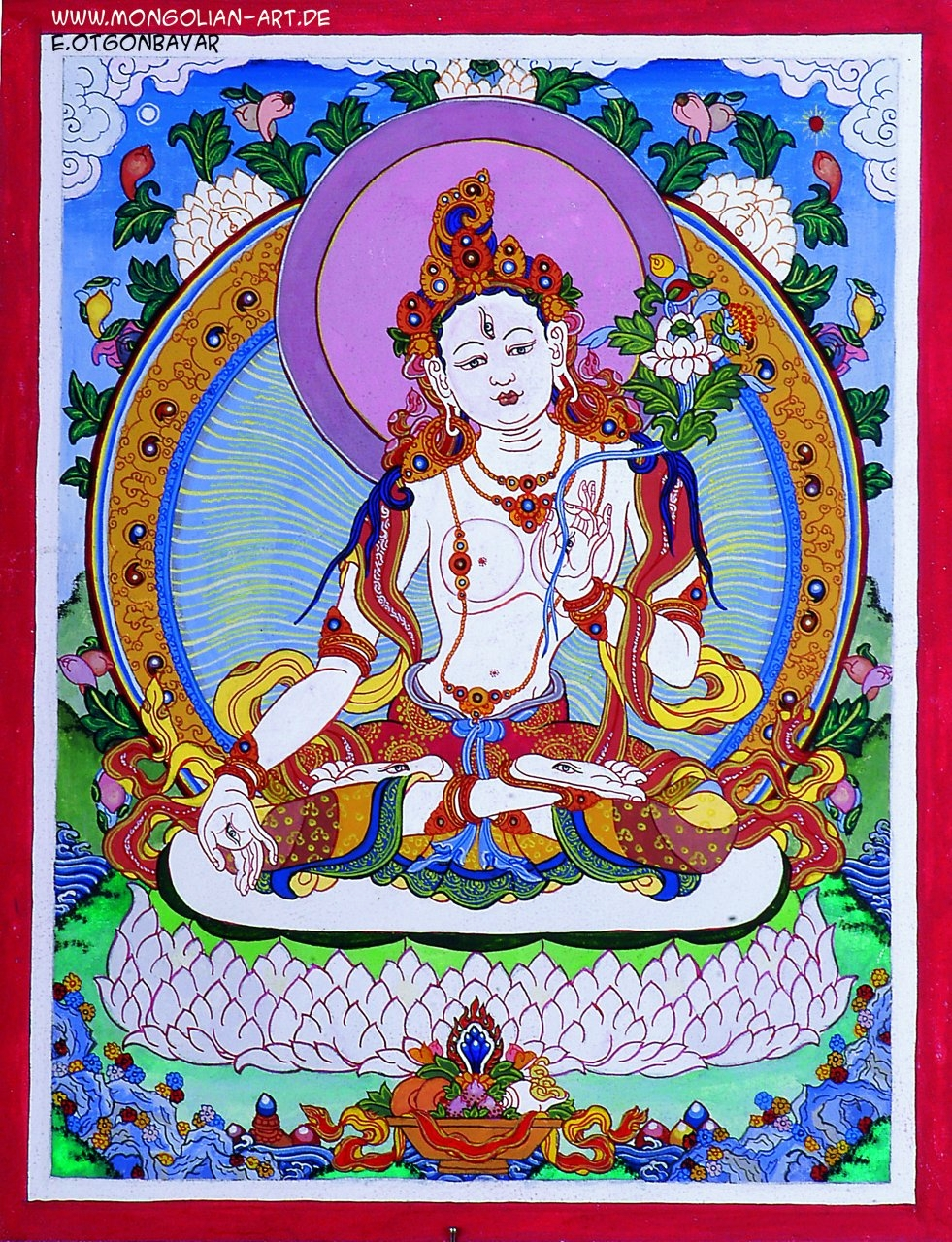
Weiße Tara, Malerei, Tempera auf Baumwolle, 20 × 26,5 cm, Jahr 2004 Otgonbayar Ershuu

Als Tara (Sanskrit तारा Tārā; སྒྲོལ་མ tibetisch nach Wylie: sgrol ma; THDL: Drölma; Transkription der VRCh: Zhoima; auch: Dölma, Dolma, Drolma) wird im Buddhismus und anderen indischen Religionen eine weibliche Manifestation erleuchteter Weisheit bezeichnet.
Tara heißt im Sanskrit „Stern“. Im Buddhismus gilt sie auch als eine Ausstrahlung des Bodhisattva Avalokiteshvara und ist aus einer seiner Tränen entstanden, die er aus Mitgefühl mit allen Wesen vergoss.
Deshalb gilt Tara als die Essenz des Mitgefühls.

## Ursprung
Tara ist ursprünglich eine indische Sternengöttin, deren Name Stern bedeutet. Ihren Ursprung hat Tara im indischen Raum. Sie wurde im 3. Jahrhundert in das Pantheon des indischen Mahayana-Buddhismus eingegliedert, später, im 8. Jahrhundert, wurde Tara mit der Übertragung des Buddhismus auch in Tibet eingeführt. Unter Laienanhängern und im tantrischen Buddhismus wird sie auch als höchste Mutter bezeichnet.
Tara hat Ähnlichkeit mit der hinduistischen Göttin Shakti. Ihr Name gehört auch zu den „Kali Sahasranama“, den „Tausend Namen von Kali“, welche Verehrer der Göttin regelmäßig rezitieren.
Sie wird als Frau mit nackten Brüsten dargestellt. Auf einer großen Lotosblume sitzend, soll sie Weisheit und Güte ausstrahlen, symbolisiert durch die Haltung (Mudra) ihrer Hände.
Sie gilt auch als Göttin der Askese und Lehrerin der Weisheit, die aus den Verstrickungen der Welt des Samsara hinausführt, ihre 21 Erscheinungsformen werden in Tibet verehrt.
Das Reine Land Taras heißt Yulo Kopa (tibetisch nach Wylie: g.yu lo bkod pa'i zhing). Obwohl Tara manchmal als Ausstrahlung des Bodhisattva Avalokiteshvara betrachtet wird, hält sie sich nicht in Avalokiteshvaras Reinem Land Potala auf.

## Tara-Legenden
Nach der Überlieferung des tibetischen Buddhismus war Tara vor langer Zeit als eine Prinzessin inkarniert, die unentwegt zum Wohle der fühlenden Wesen arbeitete. Als sie eine hohe Stufe der Verwirklichung erlangte, meinte ein spöttischer Mönch, sie könne ja von nun an bewusst im (vermeintlich) günstigeren männlichen Körper inkarnieren, da der Körper einer Frau doch eher hinderlich zur Erlangung der Erleuchtung sei. Daraufhin legte die Prinzessin das Versprechen ab, fortan ausschließlich als Frau zu inkarnieren, um Erleuchtung in einem weiblichen Körper zu erlangen. In Tibet wurde sie nach dem Erreichen ihres Zieles als die Befreierin Tara bekannt und zur Inspiration für Generationen von Praktizierenden beiderlei Geschlechts. Sie demonstrierte mit ihrer Erleuchtung, dass ein weiblicher Körper in gleicher Weise zur Erlangung der Erleuchtung befähigt wie ein männlicher.
Die Verehrung der Tara begann im 6. Jahrhundert in Nordindien und breitete sich von dort nach Tibet und Java aus.
Die Tara-Praxis ist in allen vier Traditionen des tibetischen Buddhismus sehr verbreitet.
Aus dieser Sicht ist Tara eine verwirklichte Dakini (Himmelswandlerin, tibetisch: Khandroma), sie gilt auch als weibliche Manifestation des Mitgefühls der Buddhas.
Die Manifestationen der Tara vereinen in sich die Funktionen des Schützens und Inspirierens.

## 21 Taras und Tara-Ausstrahlungen
Ursprünglich gab es fünf verschiedene Grundformen (weiß, grün, blau, rot und gelb) mit zahlreichen Varianten; dazu kommt noch eine Gruppe von 21 regenbogenfarbenen Taras.
Die 21 verschiedenen Formen der Tara zeigen die verschiedenen Aspekte der mitfühlenden Aktivität der Taras.
Je nach ihrem Aspekt tragen die Taras als friedvolle Manifestationen Bodhisattva-Schmuck oder als kraftvoll-schützende (zornig-furchtbare) Erscheinungen Dharmapala-Ausstattungen.
Die Taras gehören zu den beliebtesten und mächtigsten Göttinnen des tibeto-buddhistischen Pantheons.
Die Grüne und Weiße Tara sind die bekanntesten Formen.
Die Grüne Tara verkörpert den aktiven Aspekt des Mitgefühls und wird auch als Nothelferin angerufen.
Die Weiße Tara ist vor allem mit der Siddhi des langen Lebens verbunden. Im indischen und nepalesischen Raum gilt sie auch als Enthüllerin der Schönheiten des Jenseits.
Die Rote Tara heißt auch Kurukulla und repräsentiert die Liebesmacht Taras. Sie ist in den Mythen für ihre Fähigkeit bekannt, die Wesen zu verzaubern, widerspenstige Gegner zu befrieden und sie auf ihre Seite zu ziehen.
Die grüne und die weiße Tara manifestierten sich der Legende nach später in den zwei Gemahlinnen des tibetischen Königs Songtsen Gampo, der im 7. Jahrhundert regierte.
Die chinesische Prinzessin Wen Cheng (weiße Tara) und die nepalesische Prinzessin Bhrikuti (grüne Tara) begeisterten den König für die Lehre Buddhas und waren die Ersten, die den Brauch der Statuenherstellung in Tibet verbreiteten.
Prinzessin Wen Cheng brachte 641 n. Chr. auf ihrem langen Weg aus China unter großen Mühen die erste Buddhastatue mit nach Tibet, den berühmten Jowo Shakyamuni, der heute im Jokhang-Kloster in Lhasa zu sehen ist.
Die meisten der 21 Manifestationen der Tara sind friedvoll, einige erscheinen jedoch auch zornig und furchtbar. In diesen Formen besiegt Tara Mara und zerstört den Geist des Bösen.
In der indischen Mythologie ist Tara in einer ihrer schrecklichen Formen eine der zehn Mahavidyas und in hinduistischen tantrischen Texten erscheint sie in Formen, die der indischen Göttin Kali sehr ähnlich sind.
Khandro Tsering Chödrön (* 1929), die Tante von Sogyal Rinpoche, gilt als Ausstrahlung von Jetsün Tara, und gleichzeitig als Dakini wie sich aus einem ihr gewidmeten Gebet und aus ihrem Titel ergibt.

## Anrufung
Das Mantra der Taras ist Om Tare Tutare Ture Soha. Das gedankliche oder stimmliche Rezitieren des Mantras soll die Kraft der Taras erwecken.